# ادنتا ایست
ادنتا ایست (به لاتین: Adenta East) شهرکی در غنا است که در استان آکرای بزرگ واقع شده‌است.

## خصوصیات
ادنتا ایست ۴۴٬۱۹۴ نفر جمعیت دارد.